# Brian Lenihan (1930–1995)
Brian Patrick Lenihan, irl. Brian Pádraig Ó Luineacháin (ur. 17 listopada 1930 w Dundalku, zm. 1 listopada 1995 w Dublinie) – irlandzki polityk, jeden z liderów Fianna Fáil, wieloletni parlamentarzysta, minister oraz tánaiste.

## Życiorys
Pochodził z rodziny o wieloletnich tradycjach politycznych, w którą angażowali się również jego ojciec Patrick, synowie Brian i Conor oraz siostra Mary O’Rourke. Kształcił się na University College Dublin, praktykował jako barrister.
Zaangażował się w działalność polityczną w ramach Fianna Fáil, stopniowo wzmacniał swoją pozycję w partii, jego bliskim współpracownikiem przez wiele lat był Charles Haughey. W 1954 i 1957 bezskutecznie kandydował do Dáil Éireann. W latach 1957–1961 wchodził w skład Seanad Éireann, do którego został wybrany z panelu przemysłowo-handlowego. W 1961 po raz pierwszy uzyskał mandat posła do niższej izby irlandzkiego parlamentu. Ponownie wybierany w 1965 i 1969, nie uzyskał reelekcji w 1973. W tymże roku zasiadł w powoływanym przez parlamenty narodowe Parlamencie Europejskim. W 1977 powrócił do Dáil Éireann; utrzymywał miejsce w tej izbie w kolejnych sześciu wyborach (1981, luty 1982, marzec 1982, 1987, 1989 i 1992), zasiadając w niej aż do czasu swojej śmierci.
Wielokrotnie obejmował funkcje rządowe. W pierwszej połowie lat 60. był parlamentarnym sekretarzem przy ministrze rolnictwa oraz ministrze sprawiedliwości. Od kwietnia 1965 do marca 1968 sprawował urząd ministra sprawiedliwości. Następnie został ministrem edukacji, po czym w lipcu 1969 przeszedł na stanowisko ministra transportu. Od stycznia do marca 1973 po raz pierwszy był ministrem spraw zagranicznych. Do rządu powrócił w lipcu 1977 jako minister rybołówstwa (od lipca 1978 jako minister rybołówstwa i leśnictwa). Następnie od grudnia 1979 do czerwca 1981 ponownie stał na czele resortu spraw zagranicznych. Od marca do grudnia 1982 był ministrem rolnictwa. Między marcem 1987 a październikiem 1990 był wicepremierem. Do lipca 1989 jednocześnie pełnił funkcję ministra spraw zagranicznych, a następnie do października 1990 sprawował urząd ministra obrony.
W 1990 Brian Lenihan został kandydatem FF w wyborach prezydenckich. Jego konkurentami byli wspierana przez Partię Pracy Mary Robinson i Austin Currie z Fine Gael. Początkowo uchodził za faworyta tych wyborów. W trakcie kampanii ujawniono jednak jego postawę podczas kryzysu rządowego w 1982, gdy jako jeden z liderów opozycji dzwonił do prezydenta Patricka Hillery'ego, domagając się, by ten nie uwzględnił wniosku premiera Garreta FitzGeralda o rozwiązanie parlamentu. Tłumaczenia Briana Lenihana negującego takie rozmowy skutkowały dyskusją na temat jego wiarygodności, ostatecznie doprowadziły do jego odejścia z rządu jeszcze przed wyborami, co przyczyniło się do powstania wewnętrznego konfliktu w Fianna Fáil. Ostatecznie w głosowaniu kandydatka laburzystów otrzymała 38,9% głosów preferencyjnych, a przedstawiciel FF 44,1%. Po rozdysponowaniu głosów oddanych na Austina Currie okazało się jednak, że w wyborach zwyciężyła Mary Robinson.
W ostatnich latach życia Brian Lenihan ciężko chorował. W 1989 przeszedł w Stanach Zjednoczonych operację transplantacji wątroby. Część zbieranych na ten zabieg funduszy, w co zaangażował się Charles Haughey, została – co ujawniono po latach – sprzeniewierzona przez ówczesnego premiera.